# Polygala quitensis
Polygala quitensis là một loài thực vật thuộc họ Polygalaceae. Đây là loài đặc hữu của Ecuador.